# Liste der Kulturgüter in Mönthal
Die Liste der Kulturgüter in Mönthal enthält alle Objekte in der Gemeinde Mönthal im Kanton Aargau, die gemäss der Haager Konvention zum Schutz von Kulturgut bei bewaffneten Konflikten, dem Bundesgesetz vom 20. Juni 2014 über den Schutz der Kulturgüter bei bewaffneten Konflikten sowie der Verordnung vom 29. Oktober 2014 über den Schutz der Kulturgüter bei bewaffneten Konflikten unter Schutz stehen.
Objekte der Kategorie A sind im Gemeindegebiet nicht ausgewiesen, Objekte der Kategorie B sind vollständig in der Liste enthalten, Objekte der Kategorie C fehlen zurzeit (Stand: 1. Januar 2023). Unter übrige Baudenkmäler sind weitere geschützte Objekte zu finden, die in der Bau- und Nutzungsordnung der Gemeinde verzeichnet und nicht bereits in der Liste der Kulturgüter enthalten sind.

## Kulturgüter
| Foto |                                                                                            | Objekt                                                         | Kat. | Typ | Standort                        | Beschreibung |
| ---- | ------------------------------------------------------------------------------------------ | -------------------------------------------------------------- | ---- | --- | ------------------------------- | ------------ |
| ja   | Datei hochladen · Wikidata zu Reformierte Kirche Mönthal (Q1676410)                        | Evangelisch-reformierte Pfarrkirche (1480) KGS-Nr.: 15594      | B    | G   | Hauptstrasse 29 653077 / 263251 |              |
| BW   | Datei hochladen · Wikidata zu Burghalden, befestigte Höhensiedlung mit Graben (Q105653631) | Burghalden, befestigte Höhensiedlung mit Graben KGS-Nr.: 15595 | B    | F   | 653614 / 263383                 |              |

## Übrige Baudenkmäler
| ID | Foto |                 | Objekt                          | Typ | Standort                   | Beschreibung |
| -- | ---- | --------------- | ------------------------------- | --- | -------------------------- | ------------ |
| 55 | BW   | Datei hochladen | Grenzstein Sulzerloch (18. Jh.) | K   | Sulzerloch 651250 / 263281 |              |
| 56 | BW   | Datei hochladen | Grenzstein Neumatt (18. Jh.)    | K   | Neumatt 651488 / 263965    |              |
| 57 | BW   | Datei hochladen | Grenzstein Oberegg (18. Jh.)    | K   | Oberegg 652726 / 263777    |              |
| 59 |      | Datei hochladen | Bauernhaus                      | G   | Ampferen                   |              |
| 60 |      | Datei hochladen | Bauernhaus                      | G   | Mitteldorf                 |              |
| 61 |      | Datei hochladen | Wohnhaus                        | G   | Büntemättli                |              |

Legende: Siehe Legende der Liste der Kulturgüter von nationaler und regionaler Bedeutung. Anstelle der KGS-Nummer wird als Objekt-Identifikator (ID) die Inventar- oder Gebäudenummer in der Bau- und Nutzungsordnung der Gemeinde verwendet.